# 香取 (練習巡洋艦)
香取（かとり）は、日本海軍の練習巡洋艦。
香取型練習巡洋艦の1番艦である。

## 概要
大正期から士官候補生の遠洋航海には日露戦争で活躍した装甲巡洋艦が使用されていたが、他艦種への転用や艦自体の老朽化などで1935年（昭和10年）頃には使える艦が2隻（八雲、磐手）となっていた。
また球磨型軽巡洋艦3隻の練習巡洋艦の転用が計画されたが実現しなかった。
このため、日本海軍は新しい練習艦を建造することになり、
練習巡洋艦2隻の予算が昭和13年度（1938年）に成立した。これが後の練習巡洋艦香取と鹿島である。仮称艦名「第72号艦」は香取と命名され三菱重工業横浜船渠で建造、1940年（昭和15年）4月20日に竣工した。
竣工直後、香取と同型艦鹿島は、日本海軍で最後となる昭和15年度の練習艦隊を編成した。8月上旬から朝鮮半島～上海方面遠洋航海をおこなうが、練習艦隊は9月の内地帰投をもって解散。同年11月15日、香取は新編成の第六艦隊旗艦に転じた。
太平洋戦争中は第六艦隊（潜水艦部隊）の旗艦として、主にクェゼリン環礁やトラック泊地、ルオットに在泊、潜水艦戦の指揮をとっていた。
1944年（昭和19年）2月15日、香取は海上護衛総司令部に編入。内地帰投のため2月17日にトラックを出港した直後、米軍機動部隊艦載機の攻撃と、レイモンド・スプルーアンス大将直率の水上艦隊（アイオワ級戦艦2隻を含む）の砲撃を受け、同行の駆逐艦舞風と共に撃沈された。

## 艦名
艦名は、千葉県の香取神宮に由来する。日本海軍の軍艦としては、香取型戦艦1番艦香取（イギリスヴィッカース社）に続いて2隻目。戦後の海上自衛隊の練習艦「かとり」（石川島播磨重工業）は3隻目となる。
なお香取型練習巡洋艦4隻（香取、鹿島、香椎、橿原《建造中止》）の艦名は、何れも頭文字『K』の神社四社（香取神宮、鹿島神宮、香椎宮、橿原神宮）に由来する。

## 艦型の変遷

### 竣工時
竣工時の艦型は香取型練習巡洋艦#艦型を参照のこと。
香取の場合、固定バラストは587トン搭載(計画と同じ)、軽荷補填状態での液体バラストは244トン(計画140トン)とした。
舷外電路はまだ装備していない。

### 1941年
竣工時に艦橋トップの後方(前部マスト直前)にあった方位探知用のアンテナは、1941年（昭和16年）2月の時点でに前部マストと煙突の間に移動した。
また9月に撮影された写真では舷外電路の装備が確認される。
搭載機はクェゼリン環礁で撮影された写真から九四式二号水上偵察機が確認出来る。

### 大戦中
太平洋戦争中の変遷をまとめた文献はあまりない。
1943年（昭和18年）までに同型艦に出された訓令、行われた改装で判明しているものは以下の通り。
- 1942年（昭和17年）2月21日、香取・香椎に爆雷兵装新設の訓令が出された記録が残る[21][37]。
- 鹿島は同年8月に礼砲2門を撤去、2門を天測甲板へ移動し、25mm連装機銃2基を増備して香椎と同様の機銃装備になった[4]。香取も同時期に同様の工事を行ったと思われる[38]。
- 鹿島は1942年の公式図から[4]、香椎は1943年の写真から羅針艦橋に防弾板の設置が確認される[39]。
- 香椎は前後ともトップマストが短縮された[39]。対潜上の観点から1943年1月頃に工事が行われたと言われる[40]。

香取は1944年2月に海上護衛総司令部へ編入直後に沈没しているため、対潜掃討艦への改装はされていない。

## 艦歴

### 太平洋戦争開戦まで
帝国海軍は士官候補生の遠洋航海に旧式となった装甲巡洋艦（八雲、常磐、磐手、出雲）等を用いていたが、機関は石炭燃焼であり、さらに昭和に入り艦の老朽化が目立って来た。そこで1938年の昭和13年度計画で練習巡洋艦2隻（香取、鹿島）を建造することになった。建造費を節約するため、軍艦式と商船構造の中間式を採用している。また福井静夫（海軍技術将校、艦艇研究家）によれば、香取型の設計には迅鯨型潜水母艦も参考にされた。
有事の際、本型は艦隊旗艦（香取は第六艦隊、鹿島は第四艦隊）および潜水戦隊旗艦任務に転用することを想定していた。
香取は昭和13年度（1938年）の仮称「第72号艦」として計画され、
1938年（昭和13年）8月24日に三菱重工業横浜船渠（後の横浜製作所）で起工。
なお本型4隻（香取、鹿島、香椎、橿原〈後日、建造中止〉）の建造を担当する三菱重工業横浜船渠は、軍艦としては軽巡洋艦那珂・空母龍驤・吹雪型駆逐艦白雪、大型客船としては秩父丸・氷川丸・日枝丸等の建造実績を持つ。艦内装飾も考慮され、司令官公室には日本画大家山口蓬春の絵が飾られていた。
1939年（昭和14年）3月31日、練習巡洋艦1番艦と2番艦にそれぞれ香取と鹿島、陽炎型駆逐艦5番艦に早潮、測天型敷設艇に巨済の艦名が与えられた。
香取は同年6月17日、伏見宮博恭王・米内光政海軍大臣・長谷川清横須賀鎮守府長官列席のもと進水。
7月1日、宮里修徳大佐は香取艤装員長に任命される。同時期、香取艤装員事務所は事務を開始する。
9月25日、宮里（香取艤装員長）は香取・鹿島艤装員長を兼務することになった。
11月1日、宮里は特務艦（工作艦）明石艦長へ転任となる。市岡寿大佐（当時、軽巡洋艦由良艦長）は、香取艤装員長・鹿島艤装員長の兼務を命じられた（後任の由良艦長は第8潜水隊司令魚住治策大佐）。
1940年（昭和15年）3月10日、市岡大佐は香取艤装員長と鹿島艤装員長の兼務を解かれる（鹿島艤装員長として鍋島俊策大佐が着任）。
4月20日、香取は竣工。同日附で香取艤装員事務所を撤去。市岡も香取初代艦長となった。
竣工した香取は横須賀に移動して待機した。
5月29日、香取は伊豆諸島への短期航海に出発。香取航海中の5月31日、三菱横浜船渠で姉妹艦鹿島が完成した。
6月1日、2隻（香取、鹿島）で練習艦隊を編成（司令官清水光美中将：兵学校68期生、機関学校49期生、主計学校29期生）。練習艦隊旗艦は「香取」に指定された。
8月7日、昭和15年度の遠洋航海に出発し、江田島・大湊・大連・旅順・上海を歴訪する。しかし風雲急を告げ、8月17日（大湊滞在時）に吉田善吾海軍大臣は練習航海の中止を指示。内地帰投後の9月20日に前期航海のみで正式に中止、これが帝国海軍最後の遠洋航海となった。航海中、低気圧の中心を突破したが凌波性・耐波性・船体強度ともに全く問題なく、清水中将は香取型の優秀さに感謝したという。平賀譲造船中将も香取型について「よくまとまった艦だ」と評価している。

### 第六艦隊
1940年（昭和15年）10月15日、香取艦長は市岡大佐から三戸寿大佐に交代。
11月15日、日本海軍は潜水艦戦を実施する第六艦隊を新編（司令長官平田昇中将）。香取は第六艦隊旗艦となる。第六艦隊は先遣部隊と呼称されている。また編制当初、第一潜水戦隊（潜水母艦大鯨ほか）は第六艦隊司令長官直率である。
1941年（昭和16年）1月6日、三戸は第六艦隊参謀長へ転任。香取艦長は大和田昇大佐（当時、装甲巡洋艦磐手艦長）に交替した。
1月16日、潜水母艦大鯨と第六艦隊旗艦を臨時に変更。以後、香取は第六艦隊旗艦で在り続けた。
5月1日、第一潜水戦隊司令部（司令官は鋤柄玉造少将。旗艦は特設潜水母艦さんとす丸に指定）が新設され、第六艦隊司令部は独立した（旗艦香取）。
5月下旬、第六艦隊は第四航空戦隊（空母龍驤、駆逐艦2隻）と行動を共にして南洋諸島に進出、第四艦隊（旗艦鹿島）と共に訓練をおこなった。第六艦隊は六月末に伊勢湾に帰投した。
7月21日、第六艦隊司令長官は清水光美中将（先の練習艦隊司令官）に交代。同時期、真珠湾攻撃を立案・検討していた連合艦隊司令長官山本五十六大将は、清水長官に「真珠湾を空襲する計画がある」と伝達した。真珠湾攻撃前の図上演習（9月下旬〈海軍大学校〉、10月中旬〈戦艦長門〉）には、第六艦隊司令部要員が参加している。
11月10日、第六艦隊と第三潜水戦隊司令官三輪茂義少将は香取（第六艦隊旗艦）でハワイ作戦打ち合わせを行う。翌日、三潜戦は旗艦を大鯨から伊号第八潜水艦に変更、クェゼリン環礁へ進出した。
11月12日、香取は呉から横須賀に回航（将旗を一時撤する）。第六艦隊司令部（清水長官、参謀長、先任参謀）は連合艦隊や特別攻撃隊（甲標的部隊）との打ち合わせをおこなった。15日、第六艦隊司令部は横須賀に到着し、香取にて麾下潜水隊（第一潜水部隊、第二潜水部隊）と打ち合わせをおこなった。
各潜水隊・潜水艦の出撃を見送ったのち、香取（第六艦隊旗艦）は11月24日午後2時に横須賀を出航。11月28日1700頃、サイパン島東方160浬地点でアメリカ海軍のブルックリン型巡洋艦1隻および輸送船5隻と遭遇した。米巡洋艦は煙幕を展開し、砲口を香取に向ける一幕もあった。12月1日、香取はトラック泊地着。翌日出発し、12月5日クェゼリン到着。そこで太平洋戦争開戦を迎えた。
大戦中は主にトラック泊地にあって潜水艦作戦の支援に当たった。なお第六艦隊の貴重な潜水母艦大鯨は空母に改造されるため真珠湾攻撃直前に内地に回航され、第六艦隊から除かれた（昭和17年末、空母龍鳳への改造完了）。

### 太平洋戦争開戦後
1942年（昭和17年）1月12日、伊号第六潜水艦はレキシントン級航空母艦の撃沈を報告（実際は空母サラトガ大破）。日本海軍は「米軍機動部隊は太平洋方面で当分活動不能」と判断した。
2月1日、ウィリアム・ハルゼー中将とフランク・J・フレッチャー少将率いる米空母2隻（エンタープライズ、ヨークタウン）はマーシャル諸島とギルバート諸島に空襲を敢行した。マーシャル諸島を攻撃したのはハルゼー提督の空母「エンタープライズ」で、SBDドーントレス急降下爆撃機37機とTBDデヴァステイター雷撃機9機が発進、クェゼリンにはデヴァステイター9機が向かった。さらに予備のTBD9機とSBD数機が加わった。
空襲当日のクェゼリンには香取（先遣部隊旗艦）と潜水艦複数隻（先遣部隊〈伊9、伊15、伊17、伊19、伊23、伊25、伊26〉、南洋部隊〈呂61、呂62〉）、他に支援艦艇や小型艦艇が在泊していた。
香取に対する雷撃隊の魚雷攻撃はすべて外れた。
だが至近弾数発と機銃掃射で死傷者を出し、清水中将も重傷を負った。香取の損害は戦死1名、負傷25名であった。
損傷した香取は2月9日にクェゼリンを出発、16日に横須賀へ戻って修理を受けた。約一ヶ月間、修理に従事する。
3月16日、清水中将の後任として小松輝久中将が着任し、引続き香取を旗艦とした。
本艦は呉に移動、教育訓練をおこなった。
4月16日、香取と水上機母艦（甲標的母艦）千代田は麾下潜水艦6隻（第3潜水隊、第14潜水隊）と共に呉を出撃、トラック泊地にむかった。
4月18日、アメリカ海軍は米空母2隻（エンタープライズ、ホーネット）を投入し、ホーネットから発進したB-25爆撃機による帝都空襲を敢行した（ドーリットル空襲）。連合艦隊は「対米国艦隊作戦第三法」を発令、先遣部隊（第六艦隊）も米軍機動部隊邀撃に投入される。先遣部隊指揮官（第六艦隊長官、旗艦香取）は第三潜水戦隊と東方先遣隊（第3潜水隊、第14潜水隊）に掃航索敵を命じ、千代田には警戒部隊（第一艦隊司令長官指揮下の戦艦部隊）への合流を命じた。香取はトラック泊地に向かった。
4月23日、香取はトラック泊地に到着。南洋部隊（指揮官井上成美第四艦隊司令長官、旗艦鹿島）と打ち合わせをおこない、5月3日にクェゼリンへ進出した。
6月上旬のミッドウェー海戦では、指揮下の伊号第一六八潜水艦が空母ヨークタウンと駆逐艦ハムマンを撃沈している。ミッドウェー作戦における日本海軍の潜水艦作戦は問題が多く、成功したとはいえなかった。
7月1日、香取艦長は大和田大佐から中岡信吾大佐（当時、第十二潜水隊司令）に交代（大和田は9月1日より戦艦山城艦長）。
8月1日、香取は第9駆逐隊（朝雲、夏雲）に護衛されてクェゼリンを出港、8日横須賀着。
この時、ソロモン諸島では米軍のツラギ島およびガダルカナル島への上陸敢行によりガダルカナル島の戦いが生起した。第六艦隊（先遣部隊）は連合艦隊司令部とカ号作戦（ソロモン諸島要地奪回作戦）及び同作戦における潜水艦の投入について打ち合わせを行う。
8月18日夕刻、香取と平安丸は駆逐艦2隻（朝潮、朧）に護衛されて横須賀を出発（駆逐艦護衛は19日まで）。
航海中の8月21日、連合艦隊は第三潜水戦隊（当時、外南洋部隊指揮下で行動中）と第七潜水戦隊（外南洋部隊所属）を先遣部隊（第六艦隊）に編入、潜水艦部隊の統一指揮を企図した。24日、香取はトラック泊地に到着。
以後、同地に停泊して潜水艦部隊の指揮をおこなった。
11月28日、香取艦長は中岡大佐から宮崎武治大佐に交代する（中岡は12月1日より重巡洋艦愛宕艦長。翌年11月5日、ラバウル空襲時に戦死）。
トラックには1943年（昭和18年）3月中旬まで留まった。
1943年（昭和18年）3月27日、駆逐艦「江風」護衛下、「香取」、輸送船「日枝丸」、測量艦「筑紫」は横須賀に到着した。
一度横須賀でドック入りした後、5月5日に出渠。5月5日に「香取」は横須賀を発し、5月11日にトラックに着いた。
6月21日、小松中将は佐世保鎮守府司令長官へ転出し、第六艦隊司令長官は高木武雄中将に交代。高木長官は引き続き香取を旗艦とした。7月20日、香取艦長は第二潜水隊司令水口兵衛大佐に交代（宮崎は第二潜水隊司令へ転出）。
10月15日、香取艦長は水口大佐から小田為清大佐（9月17日まで潜水母艦長鯨艦長）に交代する。

### 沈没
1944年（昭和19年）2月15日、香取は海上護衛総隊に編入され、第六艦隊旗艦は特設潜水母艦平安丸となる。
2月17日、香取は第4215船団として特設巡洋艦赤城丸、第4駆逐隊（駆逐隊司令磯久研磨大佐）の駆逐艦2隻（舞風、野分）と共にトラック諸島から内地へ出発しようとしていた。
本来、同船団（香取艦長指揮）の出港は2月16日だったが、赤城丸の荷役がおくれたため1日延期されて17日となった。その17日、トラック泊地はアメリカ第5艦隊司令長官レイモンド・スプルーアンス大将ひきいる機動部隊（空母9隻、戦艦7隻、巡洋艦10隻、駆逐艦28隻）の空襲を受ける。アメリカ軍潜水艦を含めた一連の攻撃で、日本軍は基地航空隊300機以上、艦艇沈没（香取、阿賀野、那珂、舞風、太刀風、追風、文月）等、損傷艦多数、輸送船・油槽船合計30隻以上沈没という大損害を受けた。経過は以下のとおりだが、香取、舞風とも全滅状態のため、被害はアメリカ軍の主張・記録による。
空襲警報発令とともに、トラック泊地に停泊していた各艦・各隊は行動を開始した。第27駆逐隊（時雨、春雨）は空襲警報下令と共に泊地北水道を通過、空襲により時雨が損傷したものの脱出に成功した。だが同じく北水道を通過しようとした第4215船団は逃れられなかった。
午前5時、空母イントレピッド(USS Intrepid, CV-11 )から発進した8機のF6Fヘルキャット戦闘機が香取を機銃掃射し、1機が撃墜された。6時、イントレピッドのTBF アベンジャー雷撃機（爆弾装備）数機が香取を爆撃したが、被害はなかった。6時45分から7時30分にかけて、空母バンカー・ヒル（USS Bunker Hill, CV-17 ）のSBC ヘルダイバー急降下爆撃機16、TBF雷撃機9が香取と赤城丸を攻撃し、アメリカ軍は香取に大型爆弾5発命中、赤城丸に爆弾1発命中を主張。7時55分、空母ヨークタウン (CV-10)(USS Yorktown, CV-10 )の攻撃機が3隻（香取、野分、舞風）の対空砲火を突破して、香取の煙突に爆弾命中、舞風に直撃弾3発を与えたと主張。両艦に火柱と黒煙があがるのを確認した。さらに空母エンタープライズ(USS Enterprise, CV-6 )の攻撃隊は香取の後部煙突に450kg爆弾1発、艦首に125kg爆弾1発命中を記録。それでも香取は動いており、赤城丸と合同している。

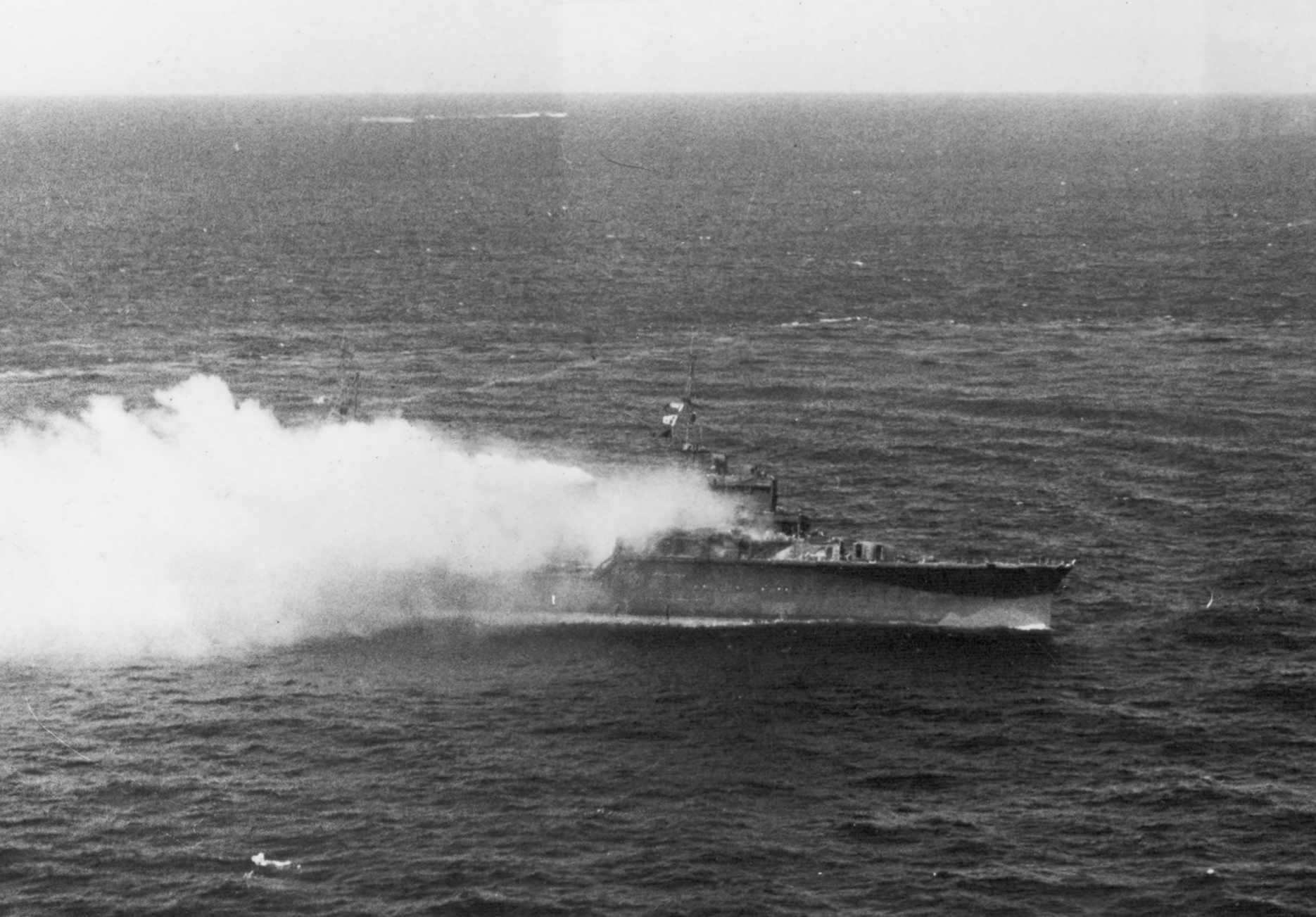
炎上する香取。

午前8時30分、ヨークタウン(CV-10)隊が攻撃を開始した。舞風は爆弾1発が命中して航行不能、香取に爆弾3発が命中して大爆発が起きた。続いてエセックス隊、空母キャボット(USS Cabot, CVL-28 )のTBF雷撃機2が、約10ノットで円運動を行っている香取と赤城丸を攻撃し、赤城丸に爆弾5発以上の命中弾を与えた。赤城丸は大火災を起こして午前10時42分に沈没した。香取は赤城丸の乗組員の救助をおこなう。11時20分、エンタープライズ、エセックス、イントレピッドの3空母の攻撃隊が香取と野分を攻撃し、香取に爆弾3発命中を主張。12時15分、TBF（魚雷装備）が香取左舷に魚雷命中2本、右舷艦首に命中1本を確認。香取は大火災を起こしていた。
アメリカ軍第50任務部隊司令官のレイモンド・スプルーアンス大将は水上砲戦で第4215船団を撃滅すべく、機動部隊から最新鋭のアイオワ級戦艦2隻を分離すると、自ら乗艦して船団の追撃を開始した。スプルーアンス率いる戦力は、戦艦ニュージャージー（旗艦）、アイオワ、重巡洋艦ミネアポリス、ニューオーリンズ、第46駆逐隊（イザート、シャレット、バーンズ、ブラッドフォート）である。まず艦隊の針路上に出現した特設駆潜艇昭南丸（350トン）を「ニュージャージー」と駆逐艦が撃沈した
12時16分、野分の乗組員は接近する米戦艦2隻を水平線上に発見した。12時23分、まず戦艦アイオワが発砲し、12時25分に香取に対して着弾した。スプルーアンスはまず戦艦2隻（ニュージャージー、アイオワ）と駆逐艦2隻で健在の野分を追い掛け、残る艦に香取を攻撃するよう下令。米重巡洋艦2隻と駆逐艦2隻は距離17-15kmで砲撃を開始した。米駆逐艦は香取に接近、魚雷6本を発射したが香取には命中しなかったという。米艦隊は艦首を水中に突っ込んだ香取から魚雷、14cm砲、高角砲による反撃があったと報告している。しかし満身創痍の香取になすすべはなく、13分間にわたって米艦隊の射撃を受けて12時37分に転覆し、トラック諸島の北西75kmの地点北緯07度45分 東経151度20分 / 北緯7.750度 東経151.333度で沈没した。
沈没する香取から3隻の救命艇が脱出したが、アメリカ軍機の銃撃で全没したとアメリカ軍は記録している。このため香取と同艦に救助された赤城丸の生存者は1人もいなかった。また舞風も米戦艦により撃沈され、この艦も全滅した（磯久駆逐隊司令も戦死）。第4215船団では野分だけが米戦艦ニュージャージー・アイオワの40.6cm砲による砲撃を回避して脱出に成功している。香取より第六艦隊旗艦を引き継いだばかりの平安丸も2月17日と18日の空襲により沈没した。第六艦隊司令長官は将旗を第85潜水艦基地隊に移揚している。
1944年（昭和19年）3月31日、香取はトラック島空襲で沈没した阿賀野、那珂、舞風、文月等と共に、
練習巡洋艦、
軍艦籍から除籍された。

## 歴代艦長
※『艦長たちの軍艦史』178-180頁、『日本海軍史』第9巻・第10巻の「将官履歴」に基づく。

### 艤装員長
1. 宮里秀徳 大佐：1939年7月1日[48] - 9月25日  鹿島艤装員長（香取艤装員長兼務）[50] - 11月1日[51]
2. 市岡寿 大佐：1939年11月1日（鹿島艤装員長兼務）[51] - （3月10日 免鹿島艤装員長）[52] - 4月20日[55]

### 艦長
1. 市岡寿 大佐：1940年4月20日[55] - 10月15日[63]
2. 三戸寿 大佐：1940年10月15日[63] - 1941年1月6日[68]
3. 大和田昇 大佐：1941年1月6日[68] - 1942年7月1日[101]
4. 中岡信喜 大佐：1942年7月1日[101] - 11月28日[110]
5. 宮崎武治 大佐：1942年11月28日[110] - 1943年7月20日[116]
6. 水口兵衛 大佐：1943年7月20日[116] - 10月15日[118]
7. 小田為清 大佐：1943年10月15日[118] - 1944年2月17日戦死（同日附、海軍少将）[145]

## 同型艦
- 鹿島 - 香椎 - 橿原（建造中止）